# Josef Mühlmann (Koch)

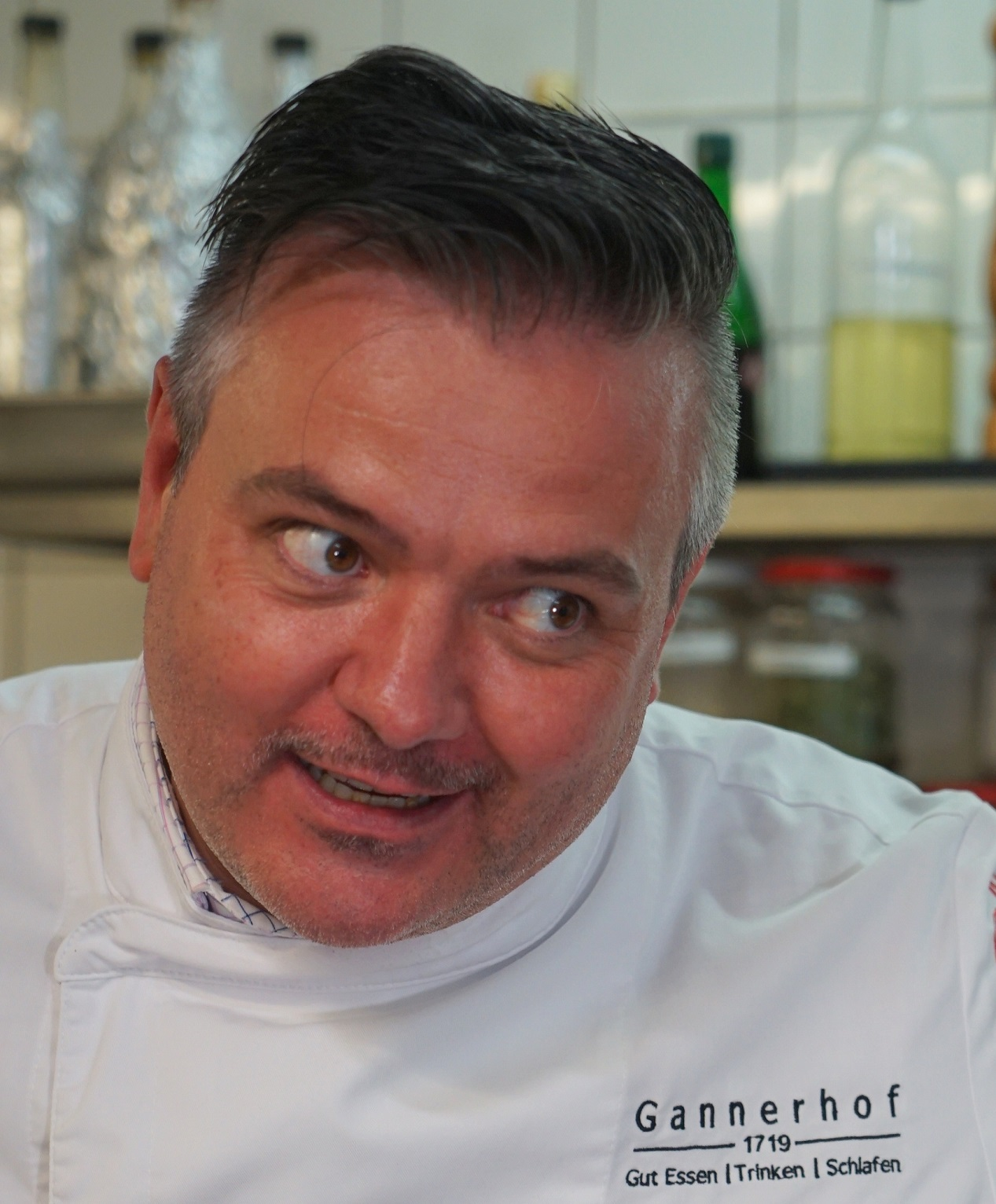
Josef Mühlmann (2022)

Josef Mühlmann (* 1981) ist ein österreichischer Küchenchef, dessen Restaurant Gannerhof vom Gault-Millau mit Vier Hauben ausgezeichnet wurde.

## Werdegang

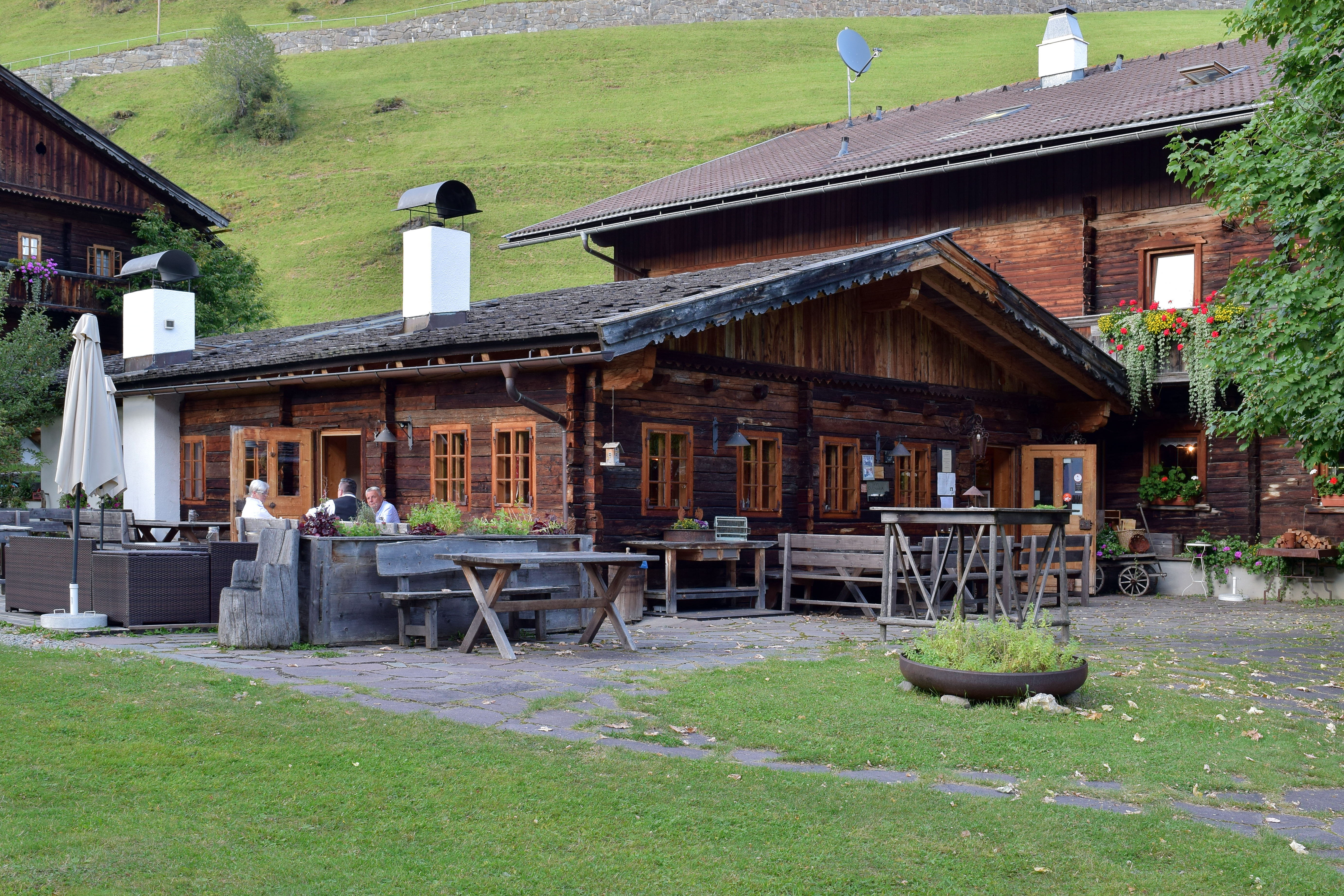
Gannerhof in Innervillgraten

Josef Mühlmann lernte Kochen bei seiner Mutter Monika, die als Pionierin der regionalen Bio-Küche gilt und auch im Gault-Millau aufgeführt wurde. Anschließend holte er sich den Feinschliff in St. Anton am Arlberg, St. Kassian und zuletzt in Bahrain, wo er für Feinkost Käfer tätig war. 
Im Jahr 2003 übernahm er den Gannerhof in Innervillgraten (Osttirol) von seinem Vater Alois. Der 1719 erbaute Bauernhof beherbergt auch Übernachtungsgäste.
Im April 2022 wurde Mühlmann zum Vizepräsidenten der Gesellschaft der Österreichischen Mühlenfreunde gewählt. Er betreibt eine „Hausmühle“ und einen traditionellen Backofen für Brote.
Mühlmann ist verheiratet und Vater von zwei Kindern.

## Auszeichnungen
- 2021: Vier Hauben im Gault Millau
- Gastronom des Jahres 2024 vom Gault Millau[3]

## Publikation
- Associazione „Culinaria Tirolensis“ (Hrsg.): Culinarium Tyrolensis. Die Küche der Dolomiten. Velatum, Iselsberg-Stronach 2018.

## Belege
1. 1 2  Gannerhof & Josef Mühlmann. Abgerufen am 28. Oktober 2024.
2. ↑  In den Vorstand gewählt. Josef Mühlmann ist Vizepräsident der Mühlenfreunde. In: MeinBezirk.at. RegionalMedien Austria AG, 27. April 2022, abgerufen am 27. September 2022.
3. ↑  ▷ Gastronom des Jahres 2024: Josef Mühlmann - News - 2024 - Gault&Millau. Abgerufen am 28. Oktober 2024.

| Personendaten    | Personendaten               |
| ---------------- | --------------------------- |
| NAME             | Mühlmann, Josef             |
| KURZBESCHREIBUNG | österreichischer Küchenchef |
| GEBURTSDATUM     | 20. Jahrhundert             |